# Paphiopedilum hookerae
Paphiopedilum hookerae é uma espécie de orquídea (Orchidaceae) do Sudeste Asiático. Há uma variedade, volonteanum, proveniente de Sabah, em Borneu, que alguns taxonomistas preferem classificar como espécie autônoma.